# Fernando Muñoz Benítez
Fernando Muñoz Benítez (ur. 27 lipca 1970 w Madrycie) – hiszpański trener siatkarski.

## Sukcesy klubowe
Puchar Króla Hiszpanii:
- 2000, 2002

Liga hiszpańska:
- 2000, 2001, 2002, 2003, 2004

Puchar Top Teams:
- 2001

Superpuchar Hiszpanii:
- 2002, 2003

Liga turecka:
- 2007
- 2008, 2009, 2015

Puchar Turcji:
- 2009

Puchar Challenge:
- 2009
- 2018[10]

Puchar Ligi Greckiej:
- 2018, 2019[11]

Liga grecka:
- 2018[12], 2019[13]
- 2020

Superpuchar Rumunii:
- 2021, 2022[14]

Liga rumuńska:
- 2022[15]

## Sukcesy reprezentacyjne
Liga Europejska:
- 2011
- 2012

Igrzyska Śródziemnomorskie:
- 2018